# Arnaut de Maruelh
Arnaut de Maruelh (fl. 1171-1190) fou un trobador occità d'origen humil. D'antuvi fou clergue i després trobador de les vescomtesses de Besiers i Carcassona. Despertà la gelosia d'Alfons II d'Aragó i hagué de marxar a la cort de Guillem VII de Montpeller.
Se'n conserven sobretot cançons, a més d'un ensenhamen i de les saluts d'amor. La seva obra és marcada per una cultura més ampla que la dels altres trobadors (les Heroïdes d'Ovidi, ús de la retòrica en moltes expressions). Adepte del trobar lèu, les seves cançons són originals per la marca d'onirisme passional que mostren, amb actitud orant habitual a Bernart de Ventadorn, vida i mort són substituïdes pel somni. Se'l considera el creador del gènere de les salutz (salutacions; salut d'amor) o, si no en fou el creador, en fou el primer gran cultivador (escrigué com a mínim cinc dels 19 saluts occitans que es conserven).

## Obra

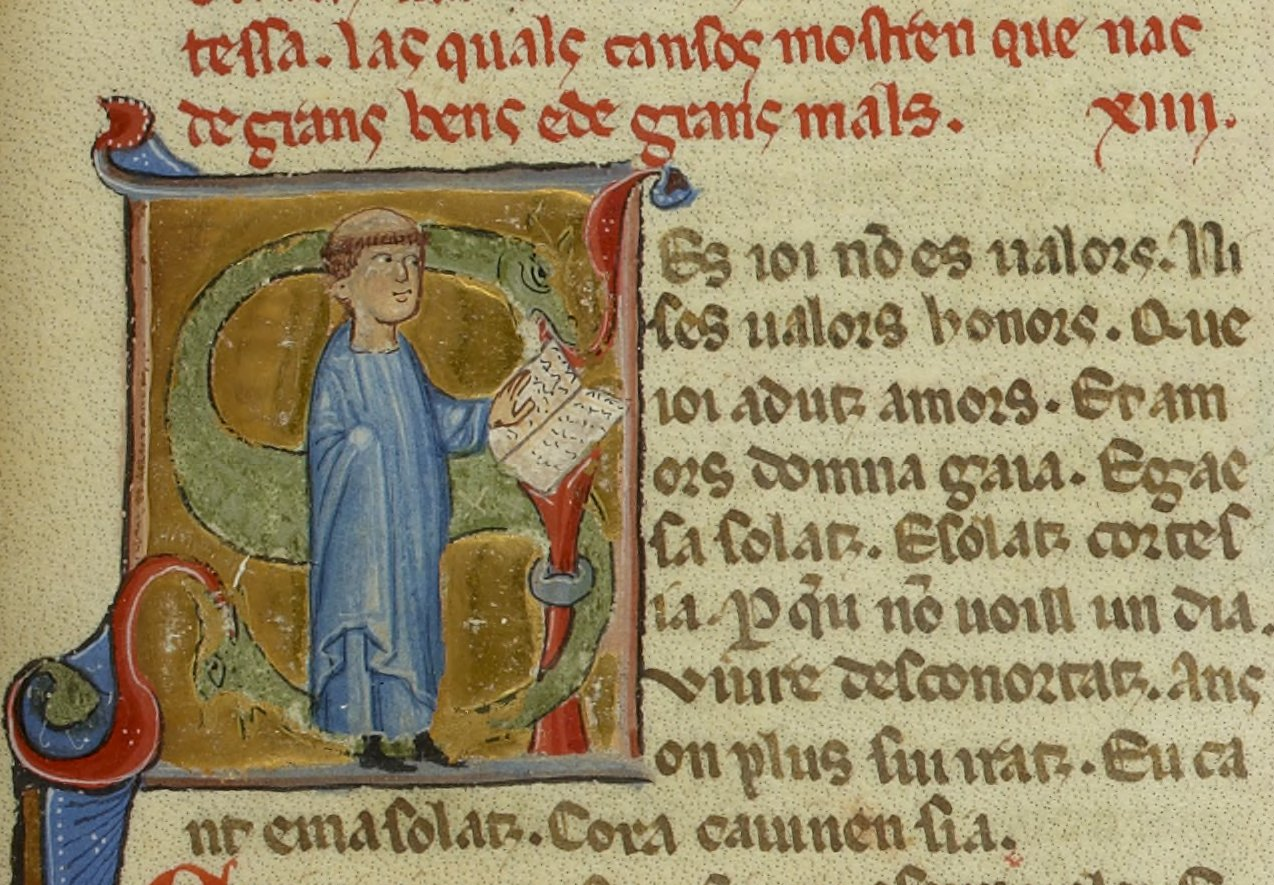
BnF ms. 854 fol. 46; cançoner I

- (30,1)[1] A gran honor viu cui jois es cobitz (cançó)
- (30,2) A guiza de fin amador (cançó)
- (30,3) Aissi cum cel qu'am' e non es amaz (cançó, amb música conservada al cançoner G)
- (30,4) Aissi cum cel que anc non ac cossire (cançó)
- (30,5) Aissi cum selh que tem qu'Amors l'aucia (cançó)
- (30,6) Aissi com mos cors es (cançó)
- (30,7) Anc mais tam be chantars no⋅m lic (cançó)
- (30,8) Anc vas Amor no⋅m poc res contradire (cançó)
- (30,9) Belhs m'es lo dous temps amoros (cançó)
- (30,10) Belhs m'es quan lo vens m'alena (cançó)
- (30,11) Cui que fin' Amors esbaudey (cançó)
- (30,12) En mon cor ai un novellet chantar (cançó)
- (30,13) Franques' e noirimens (cançó)
- (30,14) La cortezi' e⋅l guayez' e⋅l solatz (cançó)
- (30,15) La franca captenensa (cançó; amb música conservada al cançoner R)
- (30,16) La grans beutatz e⋅l fis ensenhamens (cançó; amb música conservada al cançoner R)
- (30,17) L'ensenhamens e⋅l pretz e la valors (cançó; amb música conservada al cançoner R)
- (30,18) Lo gens temps m'abelis e⋅m platz (cançó)
- (30,19) Mout eron doutz miei cossir (cançó; amb música conservada al cançoner G)
- (30,19a) Razos es e mezura (ensenhamen)
- (30,20) Sabers e cortezia (cançó)
- (30,21) Ses joi non es valors (cançó)
- (30,22) Si cum li peis an en l'aiga lor vida (cançó)
- (30,23) Si⋅m destreignetz, dompna, vos et Amors (cançó; amb música conservada al cançoner R)
- (30,24) Tot quant ieu fauc ni dic que⋅m si' honrat (cançó)
- (30,25) Uns gais amoros orguoills (cançó)
- (30,26) Us jois d'amor s'es e mon cor enclaus (cançó)

### Saluts d'amor
- Cel cui vos esz al cor plus pres
- Bona Dompna, pros ez onrada
- Tant m'abellis e⋅m plaz
- Totas bonas donas valens
- Dona, sel qe no pot aver
- Dona, genser qu'ieu no sai dir
- Dompna, c'aves la segnoria (conservat només un fragment)